# Pitseng
Pitseng – małe miasto (duża wieś) w Lesotho w dystrykcie Leribe. Znajdują się tu 2 szkoły – podstawowa i średnia – współpracujące ze szkołami z Kanady. Siedziba fundacji Help Lesotho. Około 15 000 mieszkańców z sąsiednim Pontmain.